# 湖里区
湖里区（こりく）は、中華人民共和国福建省廈門市に位置する市轄区。

## 行政区画
下部に5街道を管轄する。
- 湖里街道、殿前街道、禾山街道、江頭街道、金山街道

## 交通

### 航空
- 廈門高崎国際空港

### 鉄道
- 中国国家鉄路集団
  - 鷹廈線
    - 廈門高崎駅（旅客営業は無し）
- 廈門軌道交通
  - 1号線

- 高崎駅 - 殿前駅 - 火炬園駅 - 塘辺駅 - 烏石浦駅 -
  - 2号線
  - 3号線

### バス
- 枋湖バスセンター - 成功大道と圓山南路が交差する交通至便の場所に在り

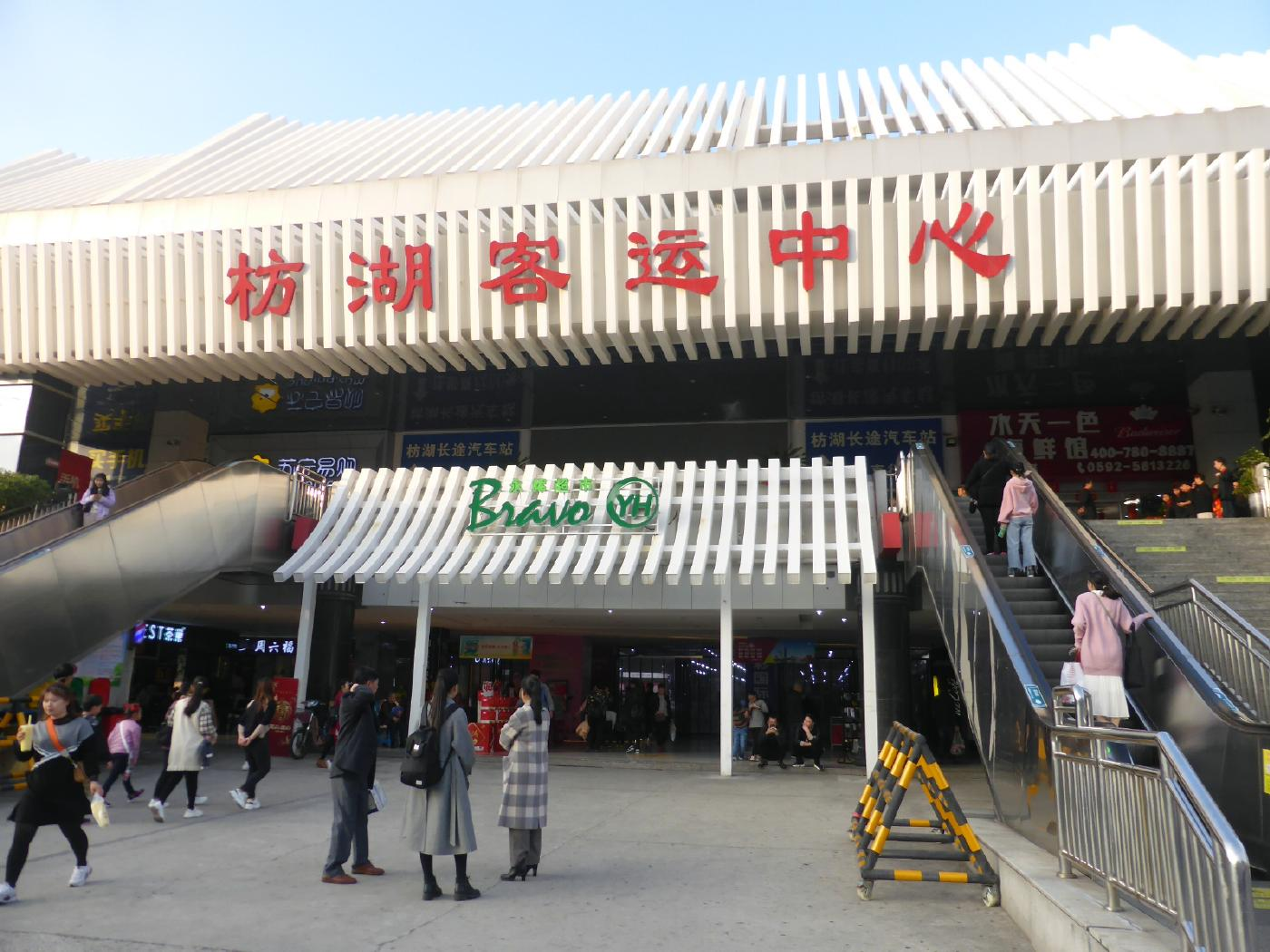
枋湖バスセンター
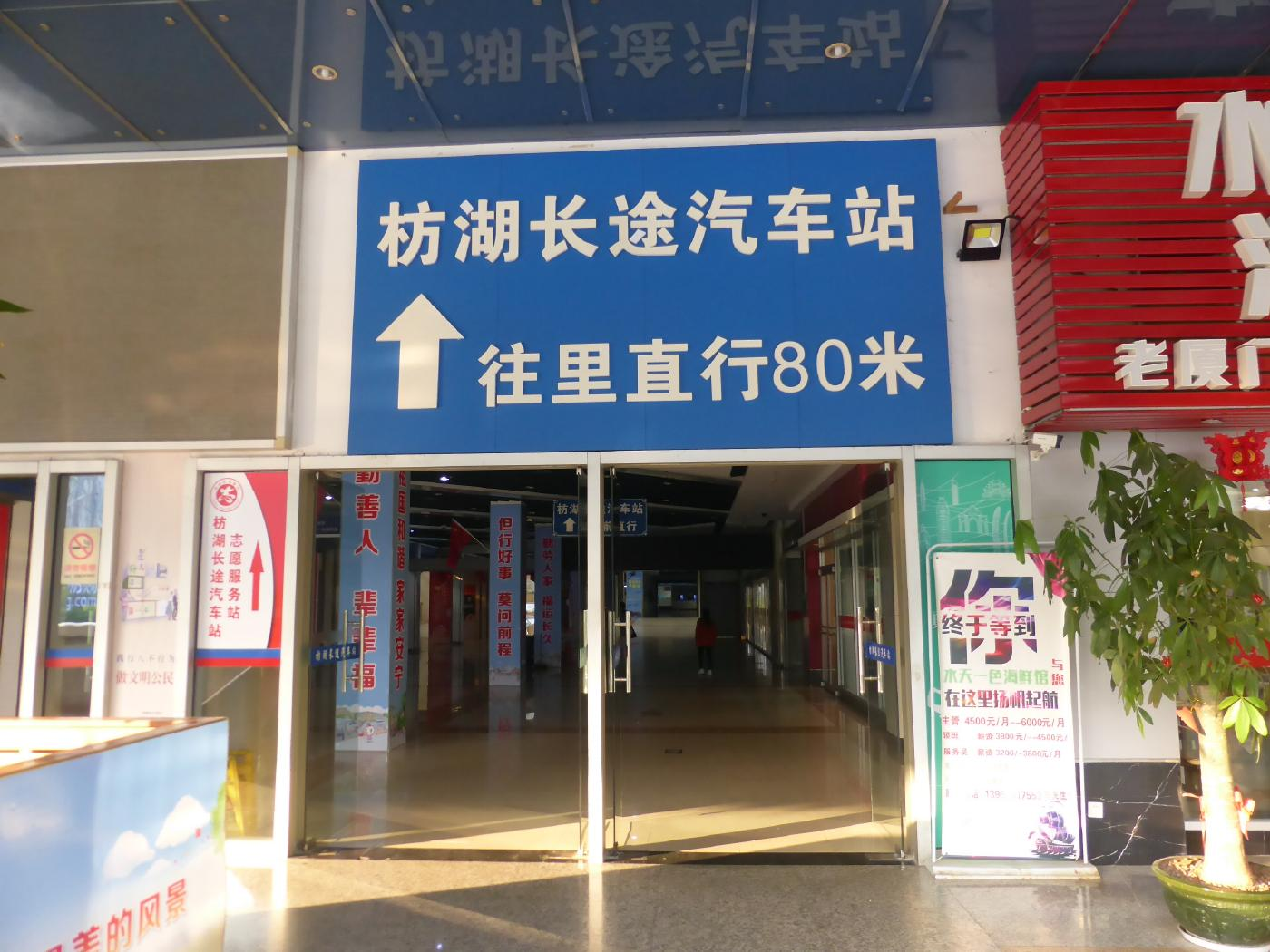
枋湖バスセンター2F。乗車口は80m先。
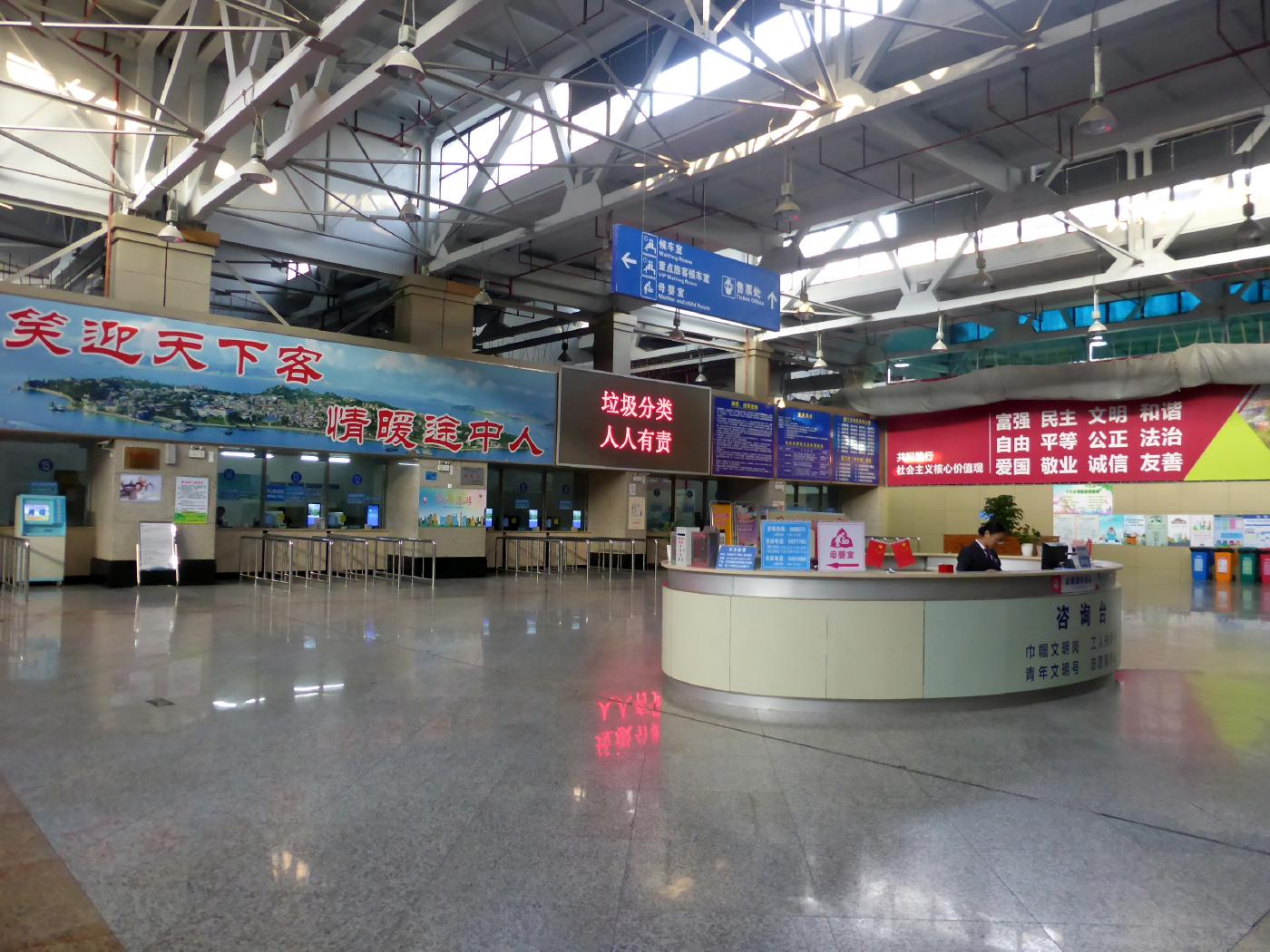
チケットカウンターとインフォメーション
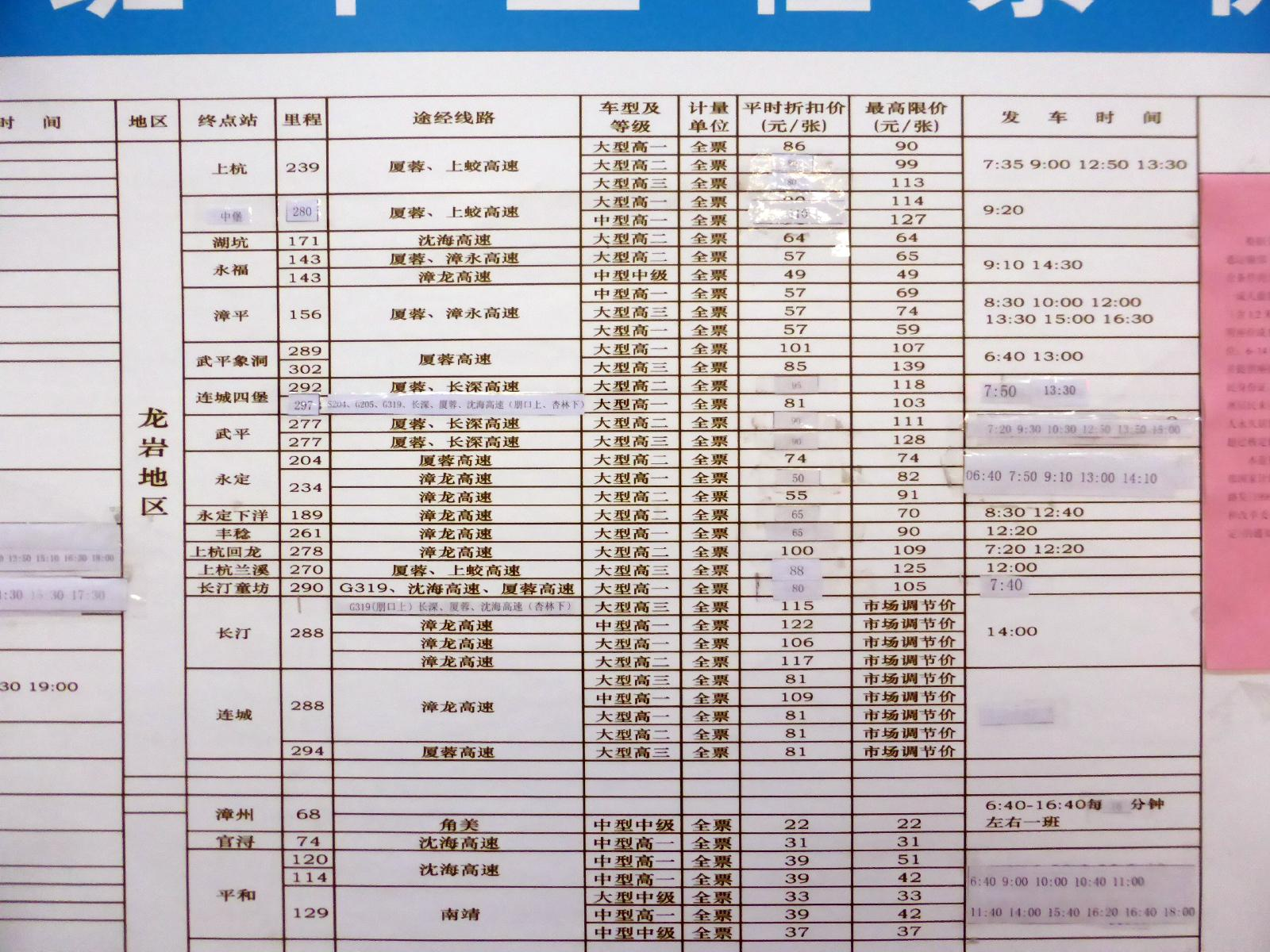
枋湖バスセンターから永定方面への発車時刻

### フェリー
- 厦門国際郵輪中心 - 別名東渡港。湖里区東港路2号。金門島遊覧船やコロンス島への航路。

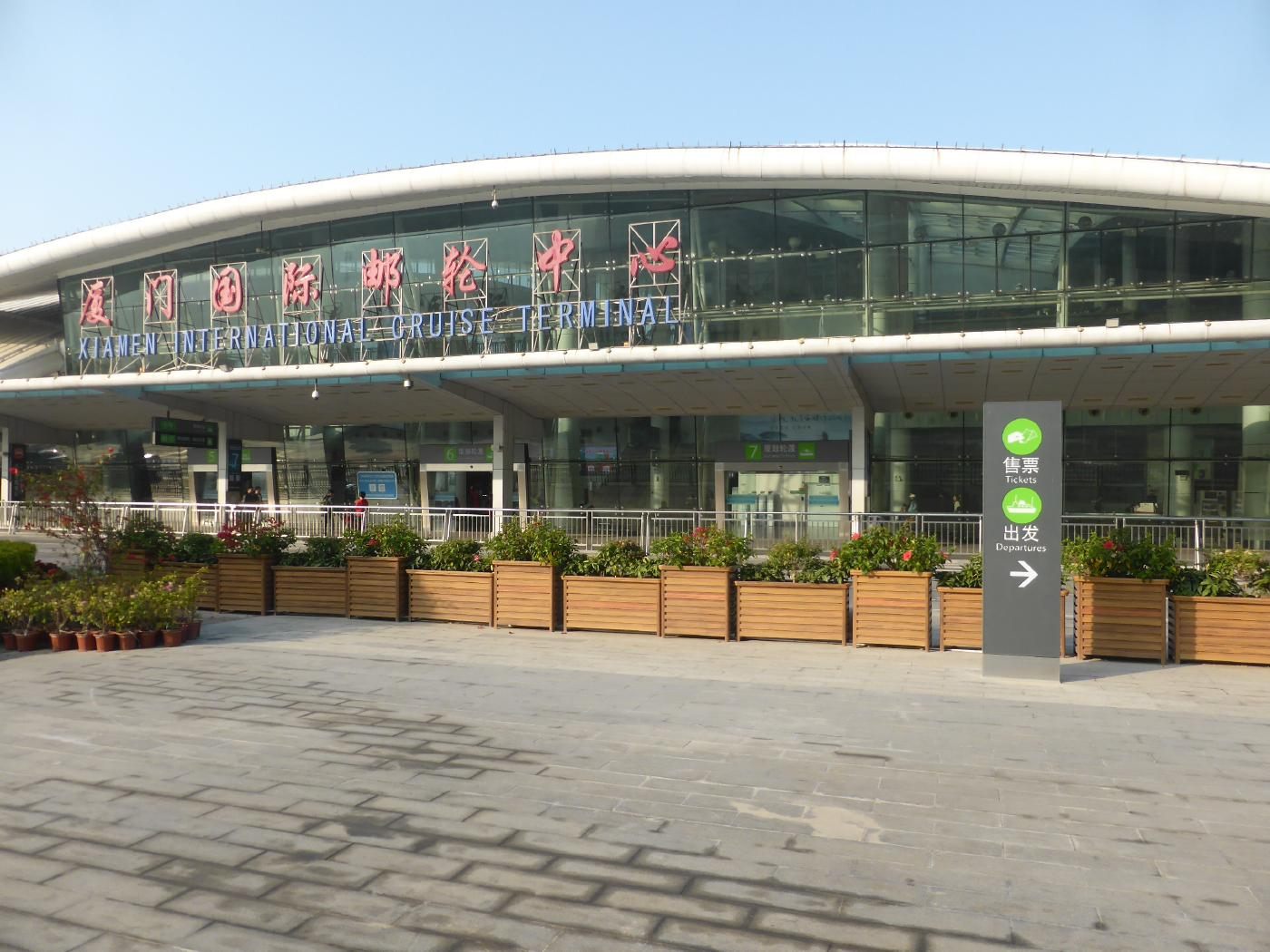
国際郵輪中心正面エントランス
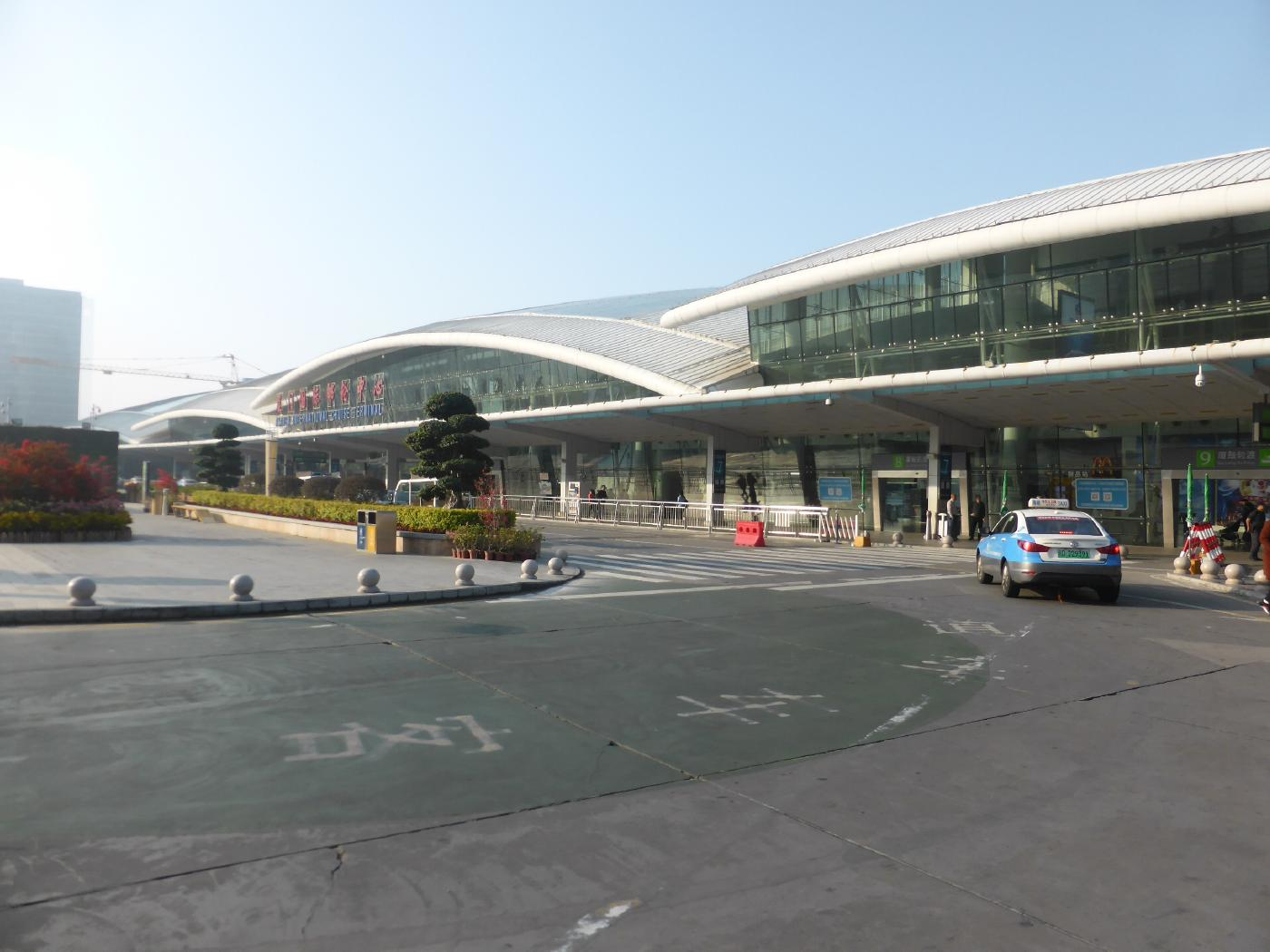
国際郵輪中心全景
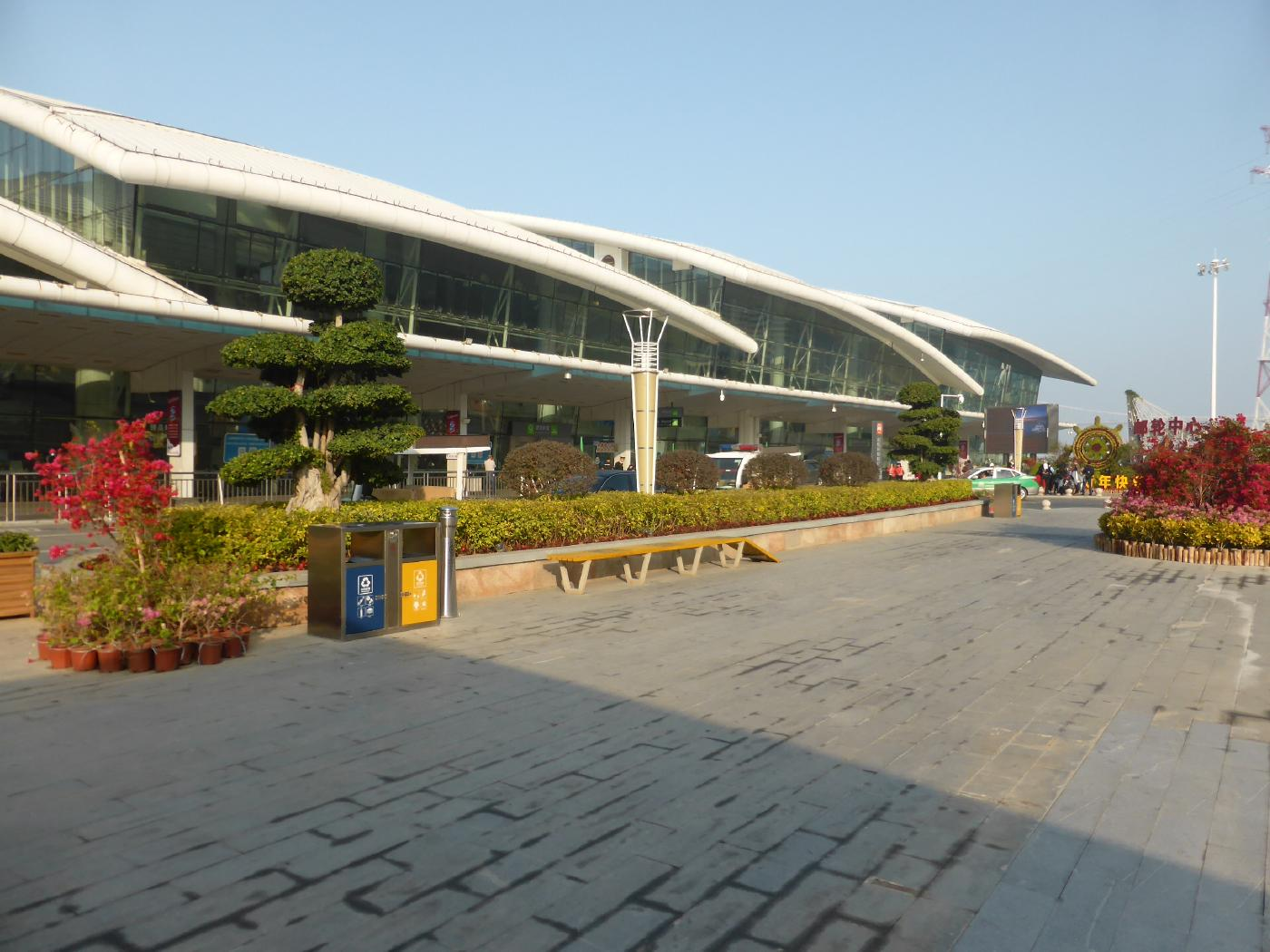
タクシー乗り場
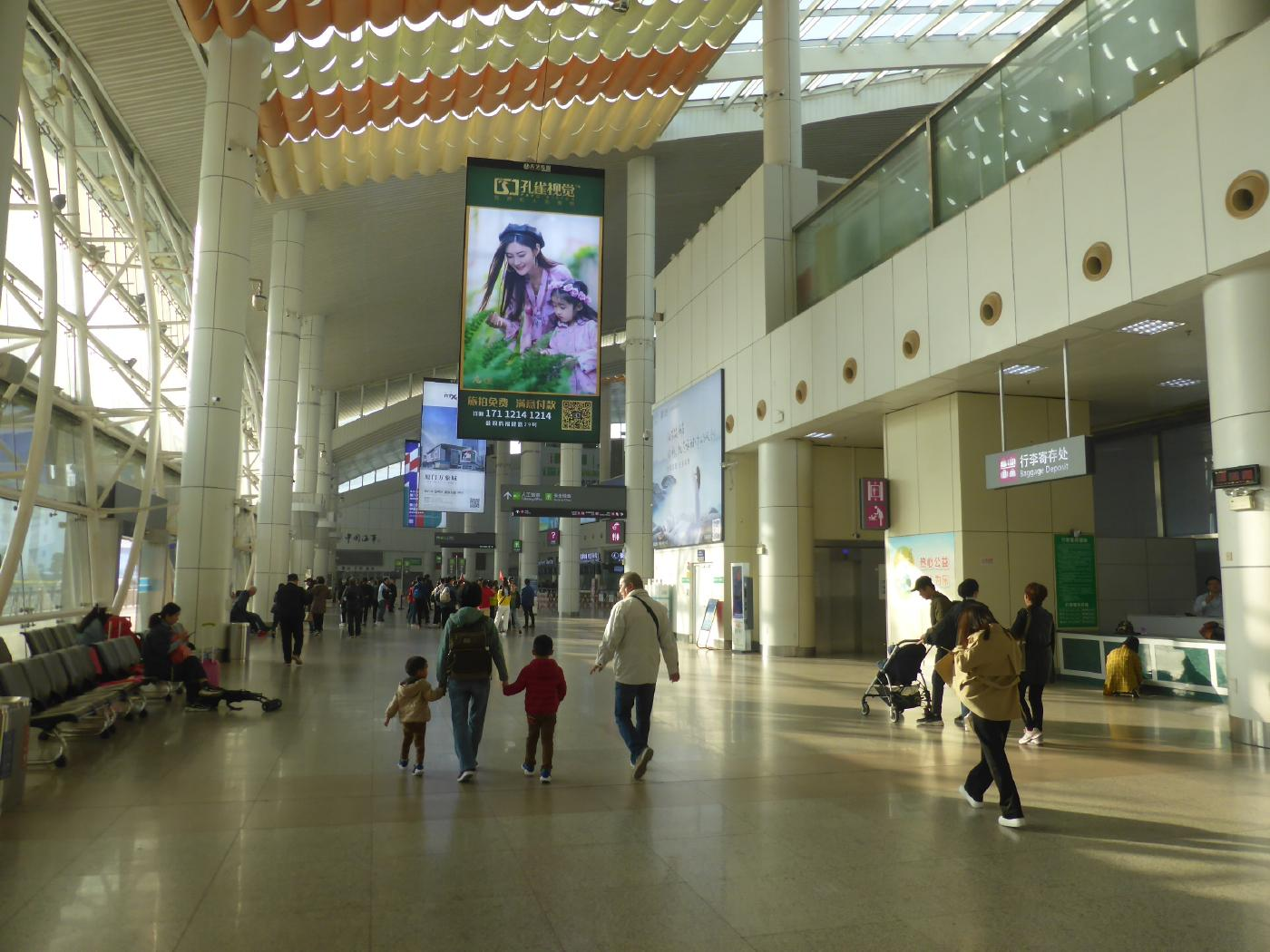
1Fエントランス
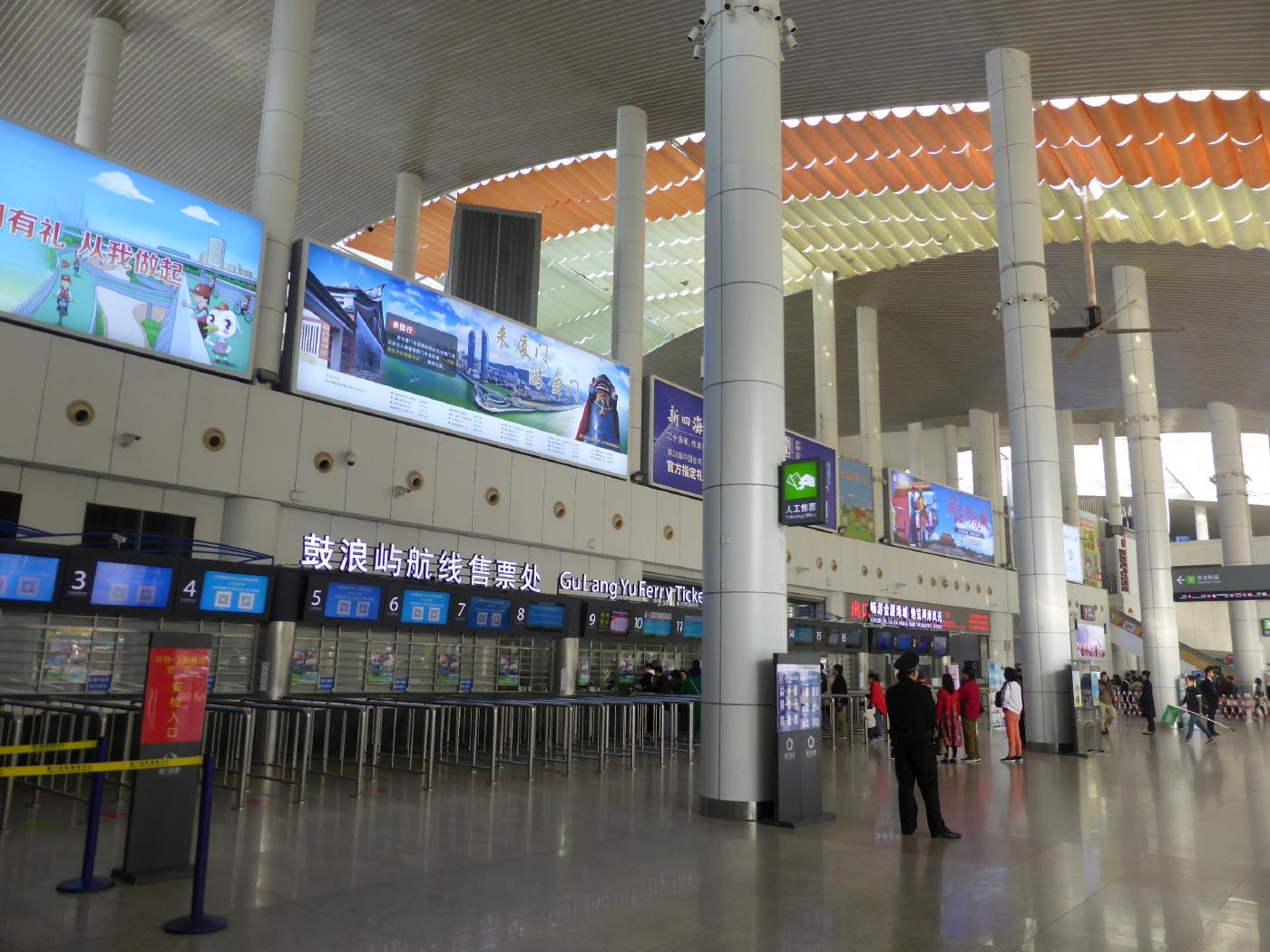
1Fチケット売り場
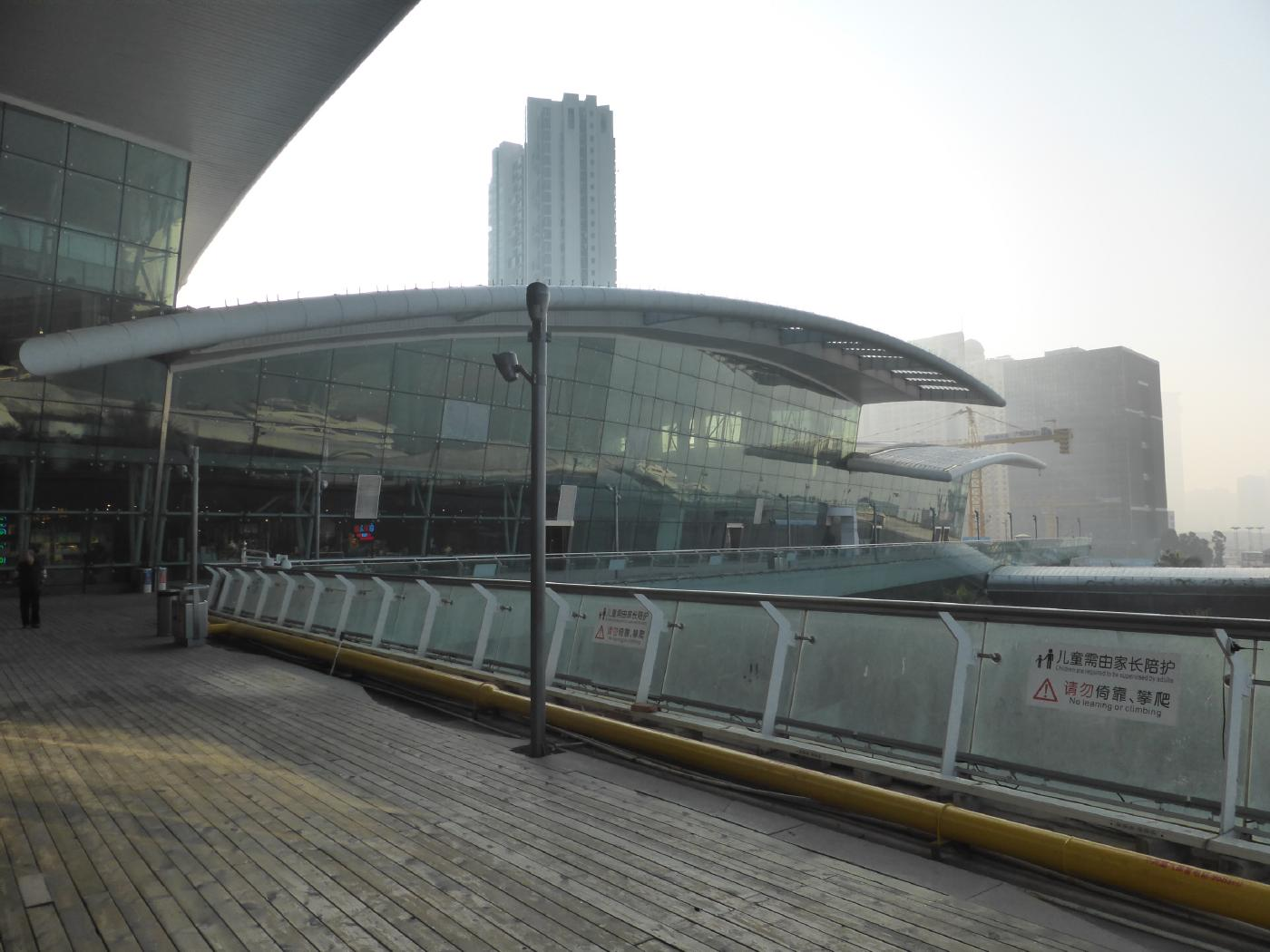
2F飲食店と展望デッキ
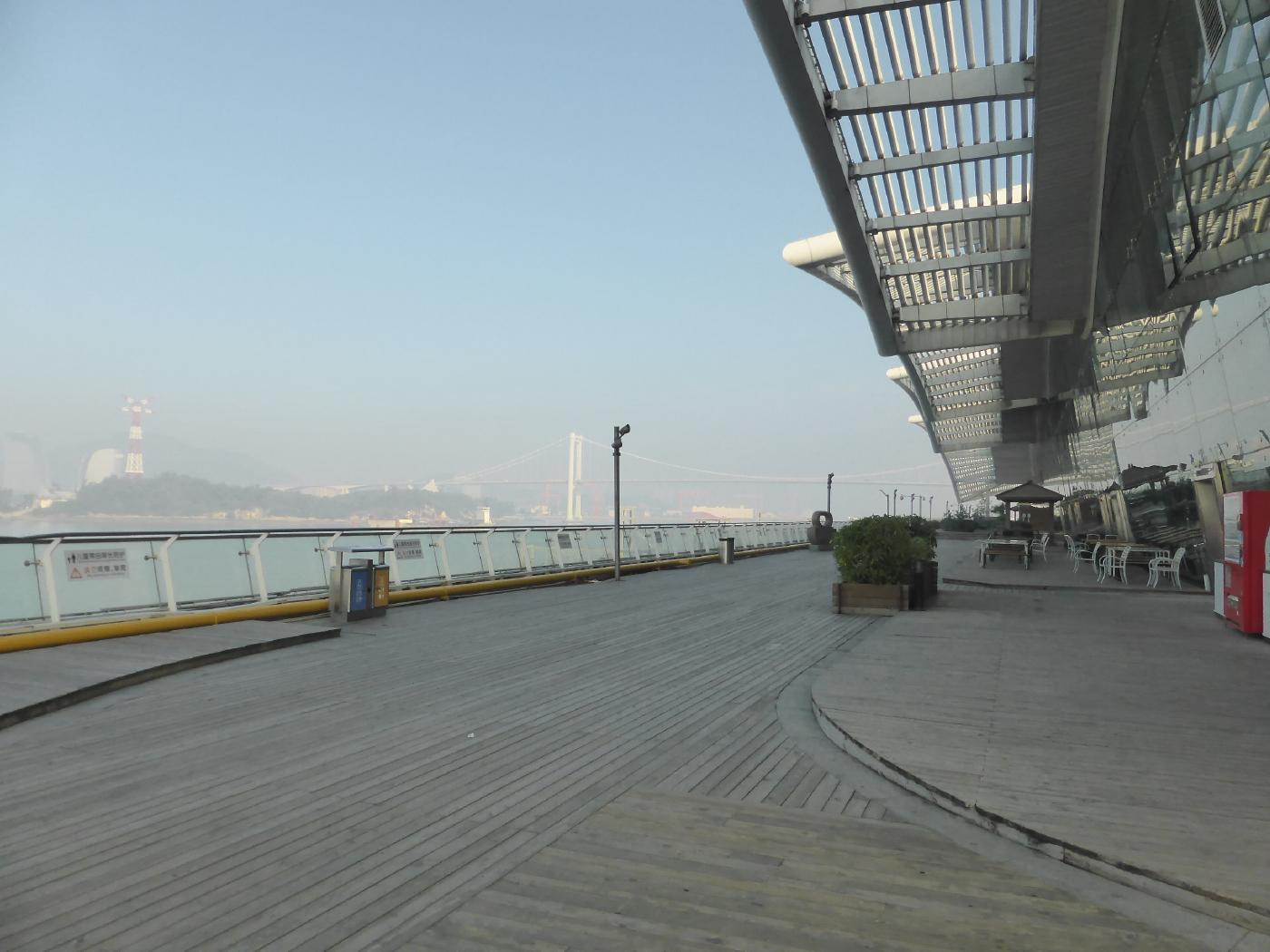
国際郵輪中心から海滄大橋を望む
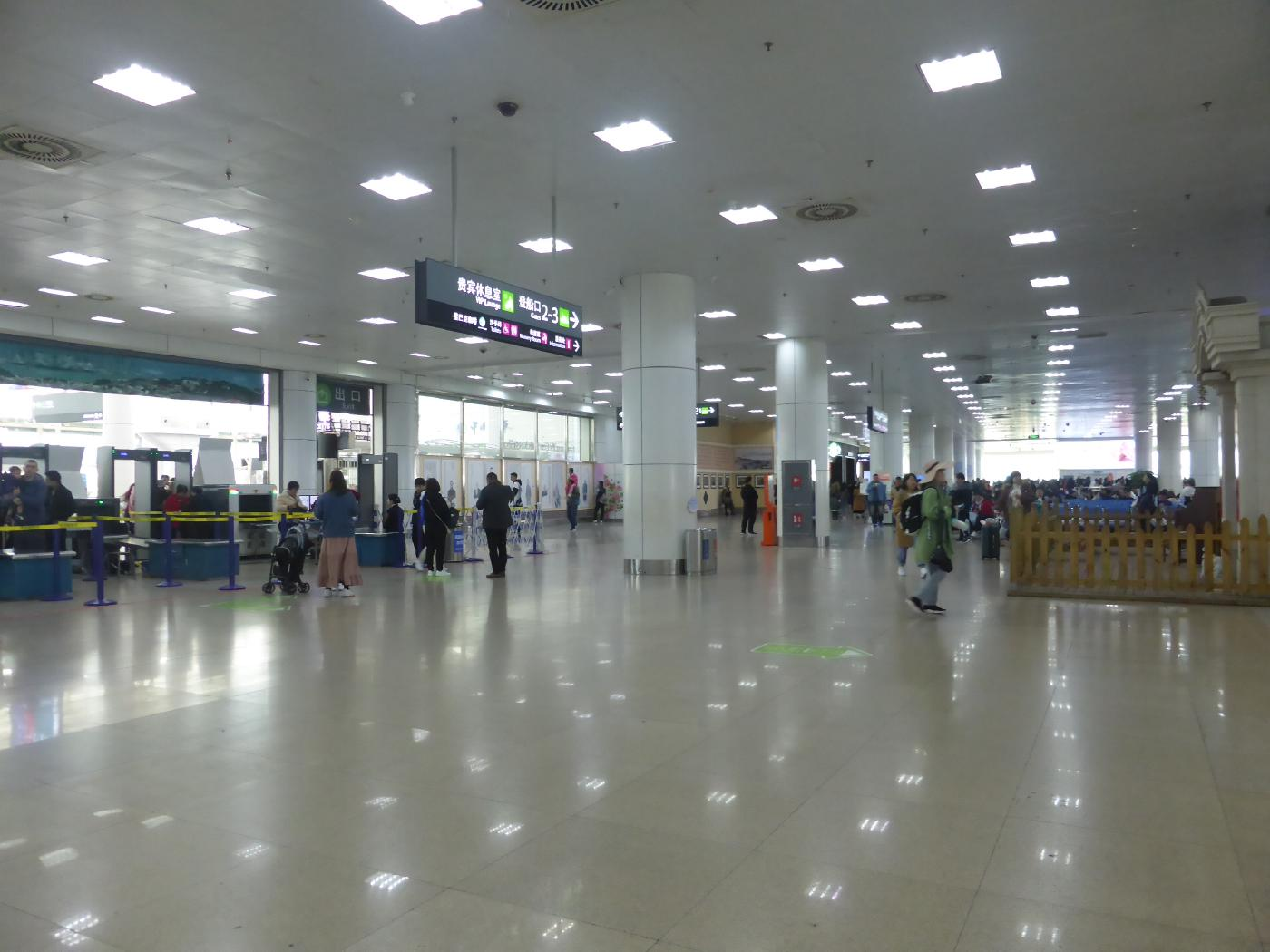
制限区域内
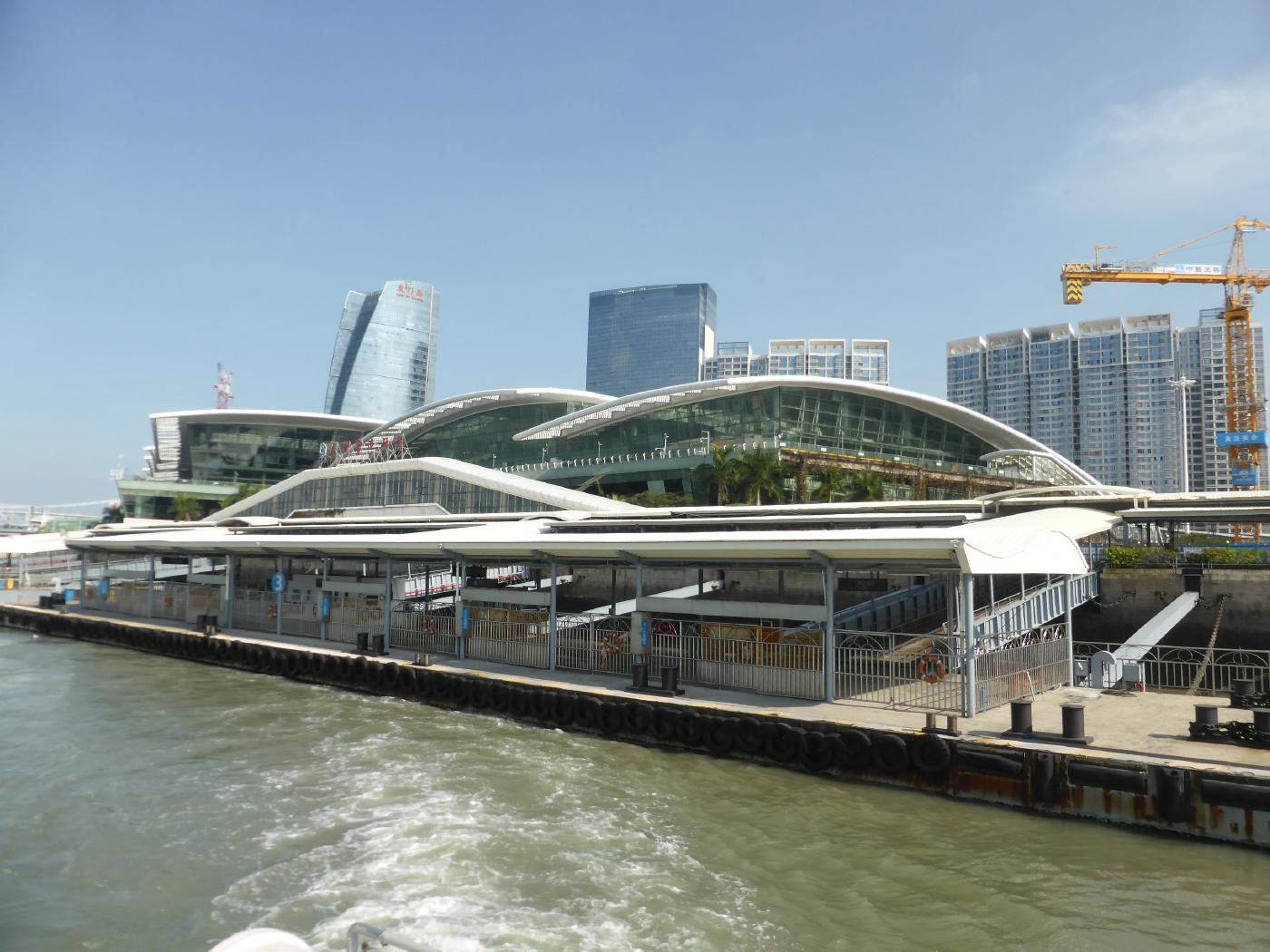
乗船後のターミナル
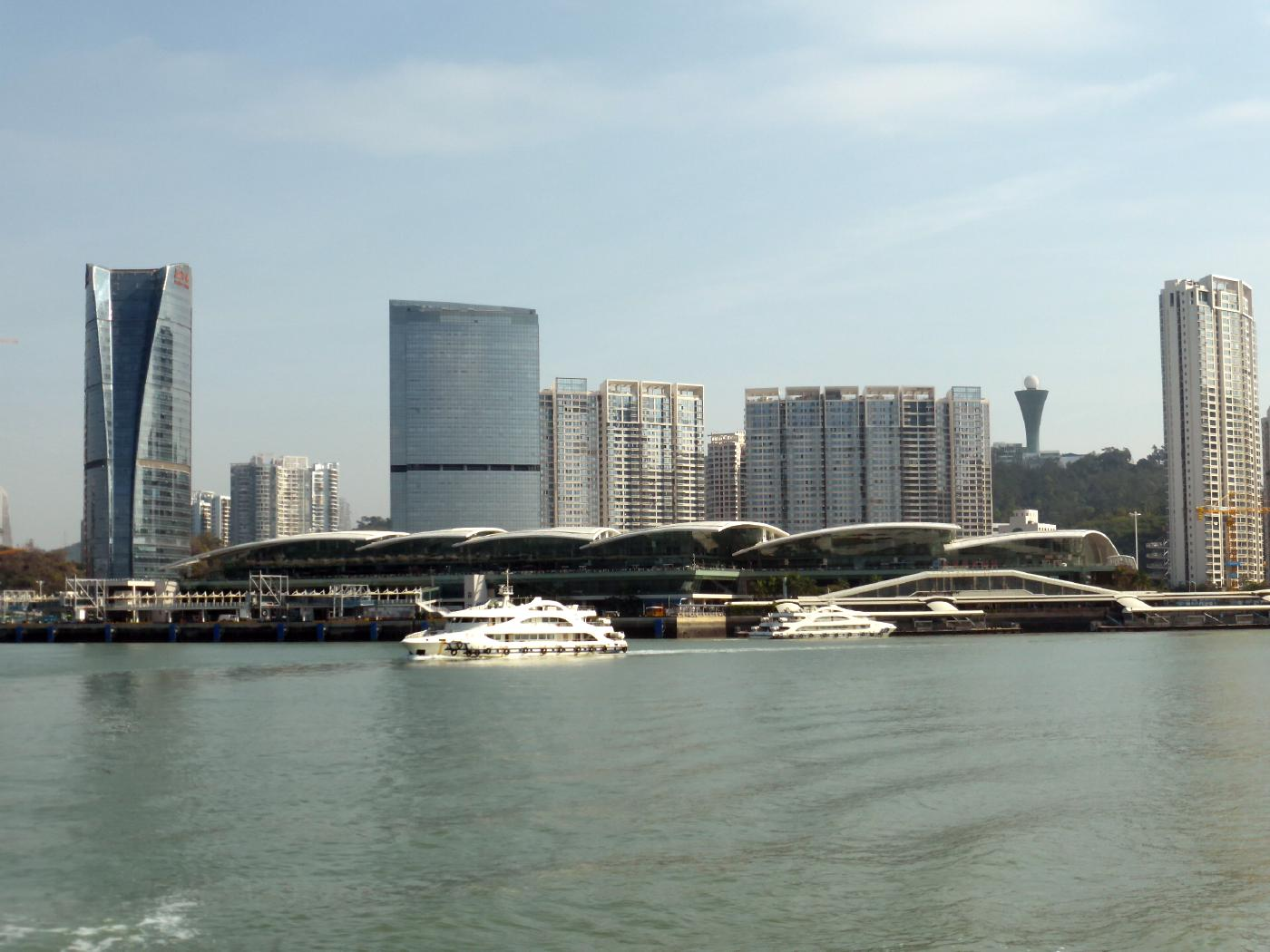
海から見た国際郵輪中心と海上明珠観光塔
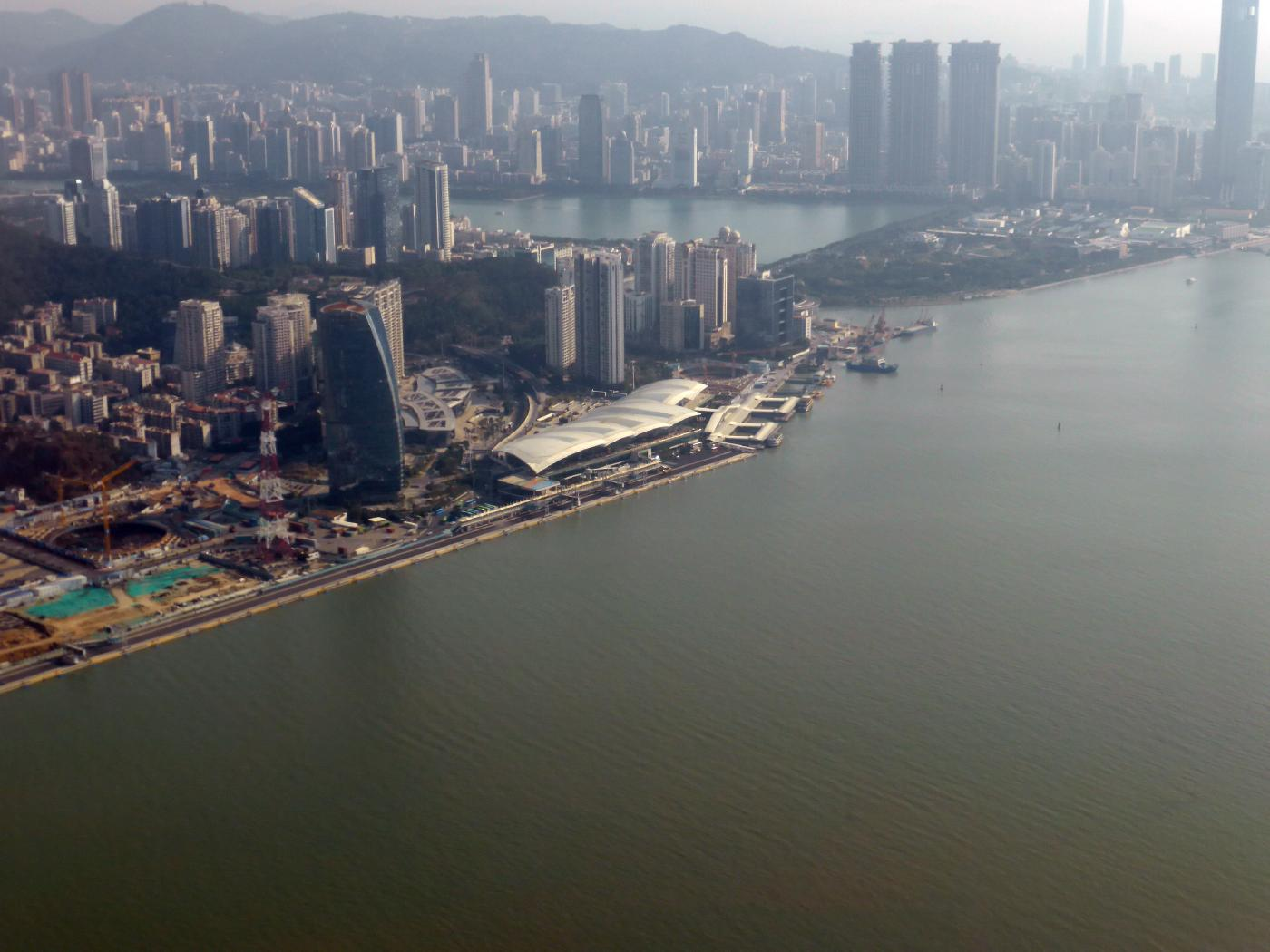
着陸前に見える国際郵輪中心（東渡港）全景
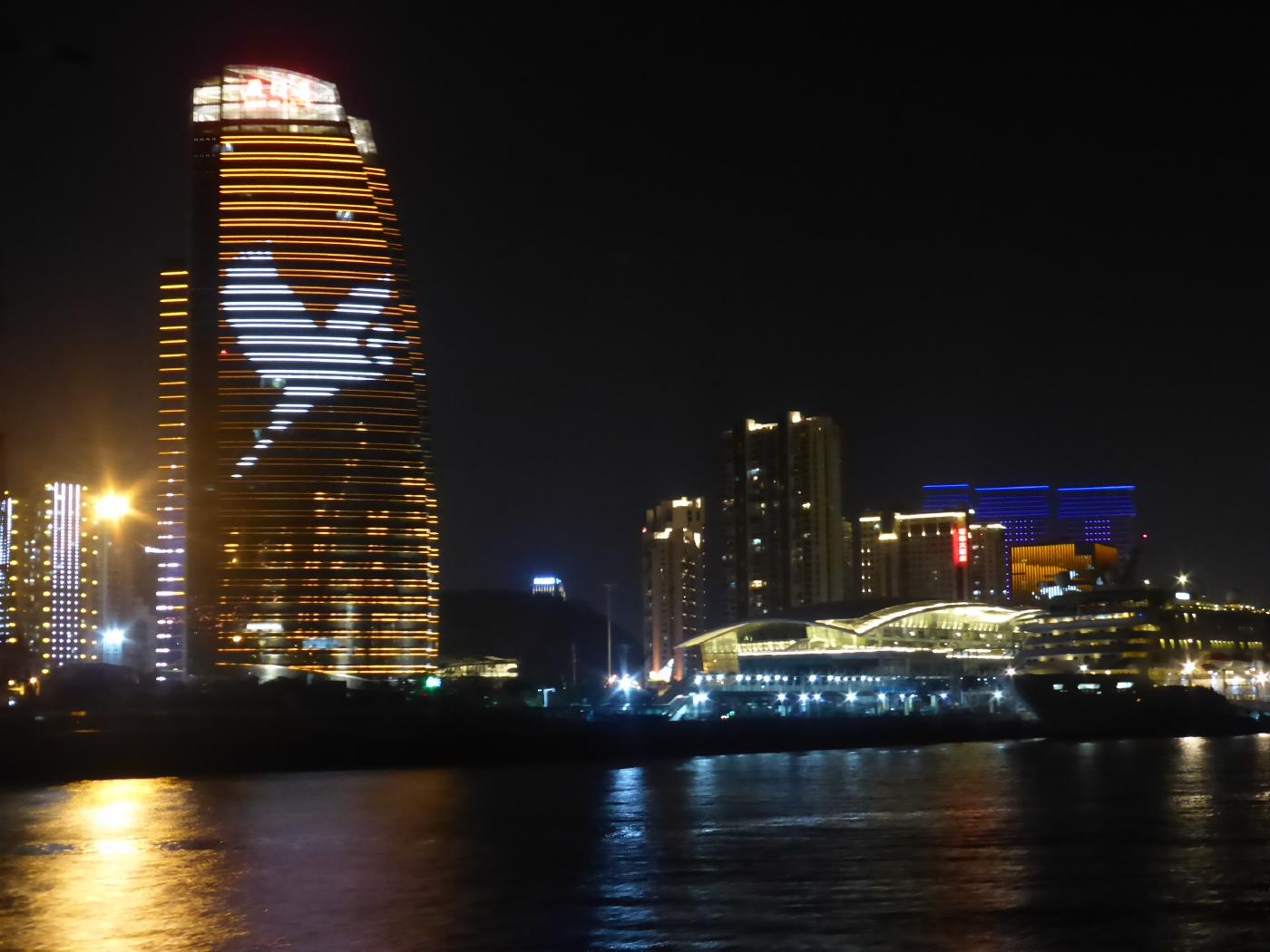
夜の厦門国際郵輪中心

- 五通埠頭 - 湖里区環島東路2500号。金門島への航路。

### 道路
- 国道
  - G319国道